# Пардизон Фонтейн
Джордан Кайл Ланьер Торп (англ. Jordan Kyle Lanier Thorpe; род. 29 декабря 1989, Ньюберг), больше известный под псевдонимом Pardison Fontaine (Па́рдизон Фонте́йн) — американский хип-хоп-исполнитель и автор песен.

## Карьера
В августе 2015 года выпустил первый микстейп Not Supposed to Be Here. В течение 2017-18 годов работал над дебютным альбомом Карди Би — Invasion of Privacy, выступив соавтором 12 треков из 13. Также принимал участие в написании текстов для альбома Ye Канье Уэста. В сентябре 2018 года выпустил сингл «Backin’ It Up» при участии Карди Би, который достиг сороковой позиции в Billboard Hot 100.

## Дискография

### Микстейпы
| Название                | Детали                                                                             |
| ----------------------- | ---------------------------------------------------------------------------------- |
| Not Supposed to Be Here | - Выпущен: 4 августа 2015 - Лейбл: Независимое издание - Формат: Цифровая загрузка |

### Синглы

#### Как главный артист
| Название                               | Год  | Наивысшая позиция в чартах | Наивысшая позиция в чартах | Альбом                  |
| Название                               | Год  | US                         | US R&B /HH                 | Альбом                  |
| -------------------------------------- | ---- | -------------------------- | -------------------------- | ----------------------- |
| «Oyyy»                                 | 2013 | —                          | —                          | Not Supposed to Be Here |
| «Bobby Brown»                          | 2015 | —                          | —                          | Not Supposed to Be Here |
| «Black History Month»                  | 2016 | —                          | —                          | без альбома             |
| «Woooa»                                | 2016 | —                          | —                          | без альбома             |
| «In the Field»                         | 2017 | —                          | —                          | без альбома             |
| «Food Stamps»                          | 2017 | —                          | —                          | без альбома             |
| «Jumpin Jumpin»                        | 2017 | —                          | —                          | без альбома             |
| «Hangin Off Me»                        | 2017 | —                          | —                          | без альбома             |
| «For the Win»                          | 2017 | —                          | —                          | без альбома             |
| «Backin’ It Up» (при участии Карди Би) | 2018 | 40                         | 19                         | TBA                     |

#### Как приглашённый артист
| Название                                                  | Год  | Альбом                             |
| --------------------------------------------------------- | ---- | ---------------------------------- |
| «C.R.E.A.Mix» (Jonny Prise при участии Pardison Fontaine) | 2017 | The Book of Jonny: New Wavelations |
| «How I Feel» (Bynoe при участии Pardison Fontaine)        | 2017 | Sweet Sight for Sour Eyes          |
| «Biotchhh» (Klean Söze при участии Pardison Fontaine)     | 2018 | без альбома                        |
| «Iceberg» (Dougie F при участии Pardison Fontaine)        | 2018 | без альбома                        |